# Carl Zeiss (azienda)
La Carl Zeiss è un'azienda con sede a Oberkochen, in Germania, attiva a livello mondiale in ambito tecnologico per la produzione e commercializzazione di una vasta gamma di prodotti ottici, meccanici ed elettronici: ottica di consumo, microscopia, tecnica medicale, metrologia industriale, tecnica dei semiconduttori, sistemi optoelettronici.

## La storia
L'azienda prende il nome dal suo fondatore, Carl Zeiss, che il 17 novembre 1846 scelse come sede della sua fabbrica di apparecchi ottici di precisione la piccola città di Jena, nella Turingia.
Grazie al severo controllo di qualità che Carl Zeiss impose ai suoi prodotti, arrivando personalmente a distruggere i microscopi che non passavano i test, la neonata Zeiss divenne fornitrice ufficiale dell'Università di Jena e ricevette nel 1861 la medaglia d'oro dell'esposizione industriale della Turingia come migliore strumento per la ricerca prodotto in Germania, assegnato al microscopio Stand I del 1857. Nel 1866 venne prodotto il millesimo microscopio e il nome Zeiss divenne conosciuto in tutti i circoli scientifici europei.

### Ernst Abbe ed Otto Schott
Fondamentale fu l'incontro del 1866 con Ernst Abbe, al tempo un giovane professore di matematica presso l'Università di Jena ed in seguito direttore dell'omonimo osservatorio. Nello stesso anno Abbe divenne il direttore della divisione di ricerca in Zeiss.
Abbe utilizzò un approccio scientifico nello studio dei materiali e dei progetti per gli schemi ottici, basandosi principalmente sul calcolo matematico e sulla fisica, escludendo l'allora consueta progettazione su basi empiriche basata su tentativi ed errori. Importanti furono le innovazioni che Abbe introdusse nel mondo dell'ottica, come la condizione di Abbe del 1872, che permise l'introduzione di una nuova gamma di obiettivi per microscopi.
Abbe venne contattato nel 1879 dal giovane Otto Schott, che gli spedì la formula per un nuovo vetro all'ossido di litio, con caratteristiche di purezza e uniformità uniche a quel tempo. Tra loro si stabilì una fitta rete epistolare che si concluse con il trasferimento di Schott a Jena e la successiva integrazione nella società nel 1882.
Nel 1884, Carl Zeiss, Roderich Zeiss (il figlio di Carl), Ernst Abbe ed Otto Schott fondarono la Glastechnische Laboratorium Schott & Genossen (Laboratorio per le tecnologie del vetro di Schott e soci).
Numerose furono le innovazioni introdotte nello sviluppo di materiali e delle tecnologie, come il vetro borosilicato e il primo obiettivo con correzione cromatica per tre lunghezze d'onda, chiamato apocromatico (1886), che conteneva elementi di fluorite. Il vetro apocromatico venne utilizzato dalla Zeiss per produrre una nuova linea di microscopi di qualità superiore.
Alla morte di Carl Zeiss il 3 dicembre 1888, la società Zeiss arrivò a costruire il microscopio numero 10.000, con 250 operai impiegati nella catena produttiva.

### Fondazione Carl Zeiss

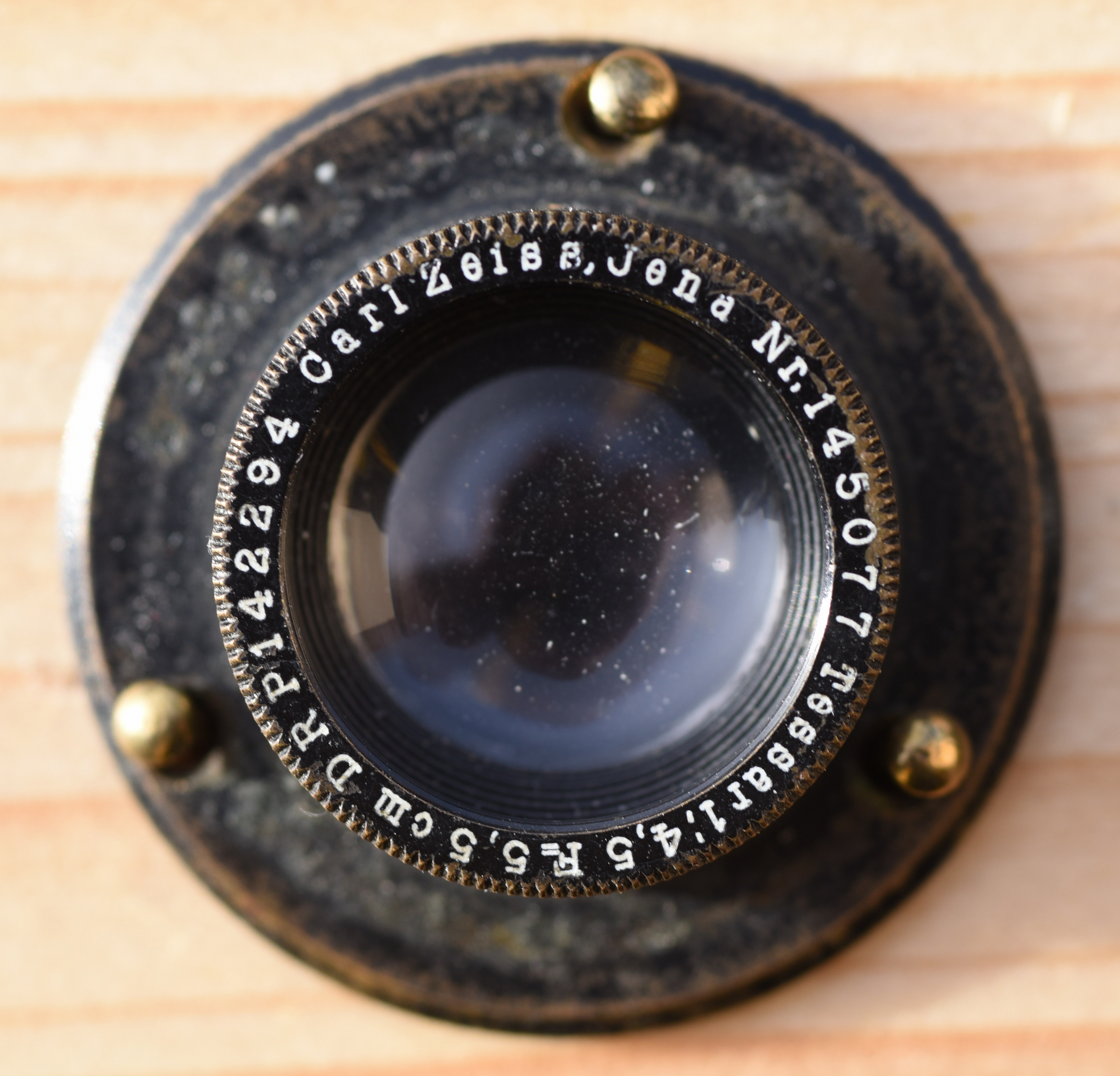
Carl Zeiss, Jena, Nr. 145077, Tessar 4,5 F 5,5cm DRP 142294 (1910)

Il 19 maggio 1889 Ernst Abbe istituì la Carl-Zeiss-Stiftung, (Fondazione Carl Zeiss), il cui statuto puntò alla promozione della ricerca scientifica e alla tutela dei diritti del lavoratore. Agli operai vennero garantiti un massimo di otto ore lavorative e condizioni migliori rispetto alla media del periodo. Nel 1891 la Fondazione Zeiss divenne l'unica proprietaria delle imprese Zeiss.
Nel 1900 la Zeiss contava 1.070 operai. Il mercato fu prevalentemente europeo, perché le esportazioni verso l'America furono limitate dai dazi che venivano imposti sulle merci importate nel nuovo continente. Per questo motivo, alcuni prodotti vennero concessi in licenza a fabbriche estere, come la Bausch & Lomb di Rochester, New York.
Il 14 gennaio 1905 Ernst Abbe morì, lasciando la direzione a Siegfried Czapski.
Fino al 1904, il logo dell'azienda era costituito dalla scritta Zeiss o Carl Zeiss in corsivo impressa sul metallo. Dal 24 giugno dello stesso anno, il grafico Erich Kuithan realizzò il nuovo marchio che rimase in uso per tutta la prima e seconda guerra mondiale, fino alla riunificazione delle imprese Zeiss nel 1991.
Nel 1926 in seguito alla crisi post bellica della prima guerra mondiale con il trattato di Versailles che mandò in fallimento molte e importanti aziende tedesche La Zeiss acquistò la C.P.GOERZ, Contessa, Nettel, ICA ed Ernemann e fondò nel 1926 la Zeiss Ikon.

### La seconda guerra mondiale ed il dopoguerra

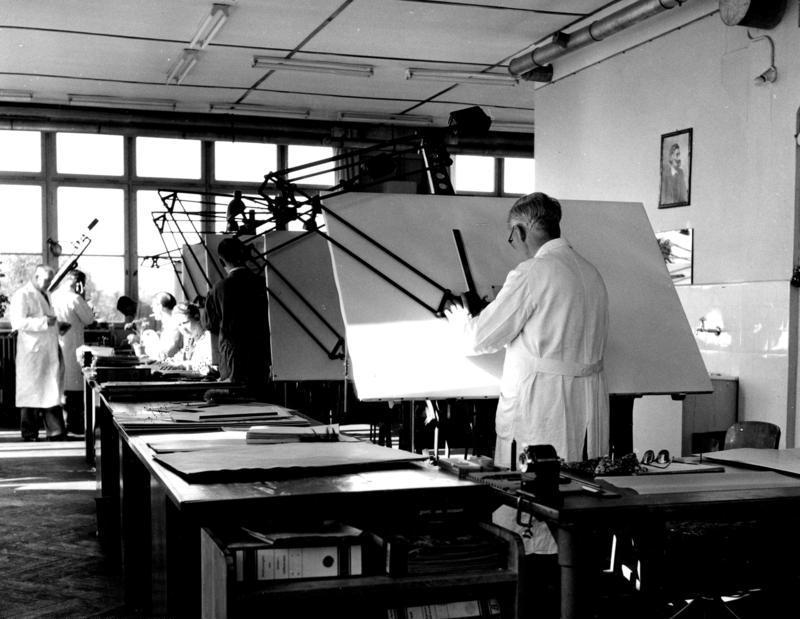
Fabbrica a Gottinga

Nel 1937 la Zeiss aveva contatti commerciali e stabilimenti sparsi in più di 29 nazioni nel mondo. Dal 1933 la Zeiss acquistò interesse da parte del regime nazista, che bilanciò la produzione verso gli strumenti militari. Produsse con successo binocoli con ottiche grandangolari per uso militare, sistemi ottici resistenti alla pressione per gli U-Boot, binocoli a periscopio per il puntamento dei carri armati. Inoltre macchine fotografiche Zeiss furono montate sulle V2 per operazioni di telerilevamento delle coste inglesi.
Durante la seconda guerra mondiale, numerosi furono i bombardamenti contro le fabbriche Zeiss. Jena venne bombardata diverse volte dagli Alleati a partire dal 1944. Stoccarda venne rasa al suolo, anche se la fabbrica della Contessa-Nettel subì pochi danni. Il bombardamento di Dresda, oltre a devastare la città, provocò danni notevoli anche alla sede della Zeiss Ikon. Il 13 aprile 1945 le forze militari americane entrarono a Jena, sorprendendosi di come i bombardamenti non avessero provocato danni importanti. Il planetario principale era in rovina, mentre le fabbriche rimasero operative.
Dopo la divisione della Germania in settori, Jena risultò essere nella Germania Est, sotto il controllo dell’Unione Sovietica. Gli Statunitensi decisero quindi di spostare rapidamente quanto più materiale e strumenti possibile nella Germania Ovest, arrivando a trasferire anche 126 tecnici con le loro famiglie, prima della riconsegna ufficiale della città tre mesi dopo. Dresda, sede della Zeiss Ikon, fu occupata subito dai russi e non poté subire lo stesso trattamento degli stabilimenti di Jena.
Poche settimane dopo l'occupazione le fabbriche della Contessa-Nettel a Stoccarda, occupata dai francesi, ripresero la produzione di fotocamere Ikonta e Nettar.
Nella Germania Est, nel 1948 l'Amministrazione militare sovietica in Germania (SMAD, Sowjetische Militäradministration in Deutschland) iniziò lo spostamento della produzione della Contax a Kiev e degli obiettivi a Krasnogorsk. Nel periodo compreso tra il 1945 al 1951 molti degli obiettivi furono prodotti ancora nello stabilimento di Jena e equipaggiarono le Contax prodotte a Stoccarda. A Kiev intanto era iniziata la produzione delle fotocamere Kiev e Zorki, equipaggiate con degli obiettivi gemelli dei Contax, chiamati Jupiter.

Nel 1965 la Carl Zeiss di Jena venne ripristinata come industria ottica e di precisione della RDT sotto il nome di "Kombinat VEB Zeiss Jena".

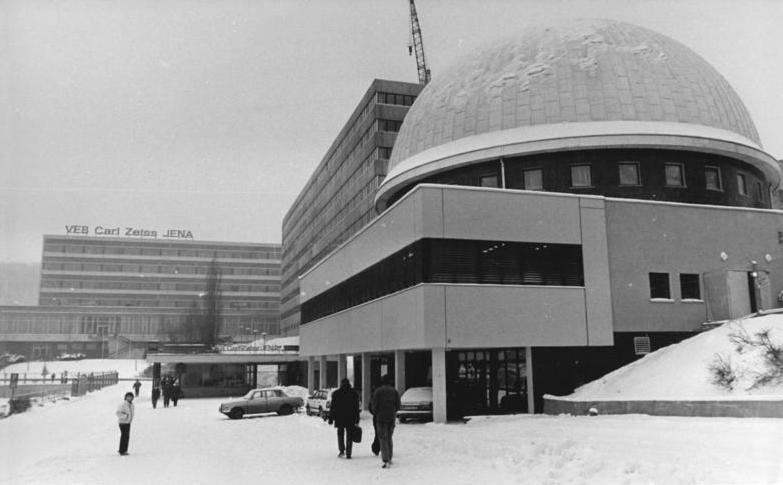
VEB Carl Zeiss Jena (1987)

A Heidenheim, nel febbraio del 1949, si ricostituì la Fondazione Zeiss, la sede operativa fu scelta nella città di Oberkochen e grazie ai finanziamenti del piano Marshall, furono rapidamente ricostruiti gli edifici adatti alla produzione. La produzione di microscopi venne ripresa nella fabbrica Winkel, a Göttingen; le lenti per occhiali a Aalen. Per gli obiettivi fotografici, si utilizzò dal marzo 1949 il marchio Zeiss Opton, acronimo di Optische Werke Oberkochen, che comprendeva anche il nuovo laboratorio del vetro Schott, con sede a Magonza.

La questione del marchio Zeiss da apporre ai prodotti generò una procedura legale che terminò nel 1971 con l'accordo di Londra che assegnò i diritti sul nome all'azienda della Germania Ovest.

Francobollo del 1968, Deutschen Bundespost, 100 Jahre wissenschaftlicher Mikroskopbau, 100 anni del primo microscopio

### L'epoca contemporanea
Dopo la riunificazione tedesca, la VEB Zeiss Jena, considerata una delle poche aziende della Germania dell'Est potenzialmente in grado di competere su base globale, diventò Zeiss Jena GmbH, poi rinominata Jenoptik Carl Zeiss Jena GmbH nel 1990. Nel 1991, Jenoptik Carl Zeiss Jena fu divisa in due: Carl Zeiss AG (con sede ad Oberkochen) rilevò le divisioni dell'azienda per la microscopia e altre ottiche di precisione, riunendosi efficacemente nella Carl Zeiss prebellica e spostando le sue divisioni di microscopia e planetario a Jena, mentre Jenoptik diventò l'azienda specializzata nei settori della fotonica, optoelettronica e meccatronica.
L'attuale Zeiss non tradisce i suoi precedenti, fornendo prodotti di alta qualità spaziando dagli obiettivi per telefoni cellulari (il primo fu il Nokia N90), obiettivi professionali per fotocamere digitali (Sony) a tutta una serie di strumenti ottici specializzati per la ricerca medica e tecnologica. L'azienda produce anche ottiche per le fotocamere reflex digitali pieno formato con attacchi Canon EF e Nikon F, ma compatibili anche con le fotocamere analogiche che adottano gli stessi innesti.
Nel giugno 2010 il Bundeskartellamt si è espresso contro alcuni costruttori di occhiali consociati nella Zentralverband der Augenoptiker (ZVA) multandoli con 115 milioni di Euro. Nel gruppo Carl Zeiss è stata citata la Carl Zeiss Vision GmbH.

## L'attività di ricerca e sviluppo Zeiss

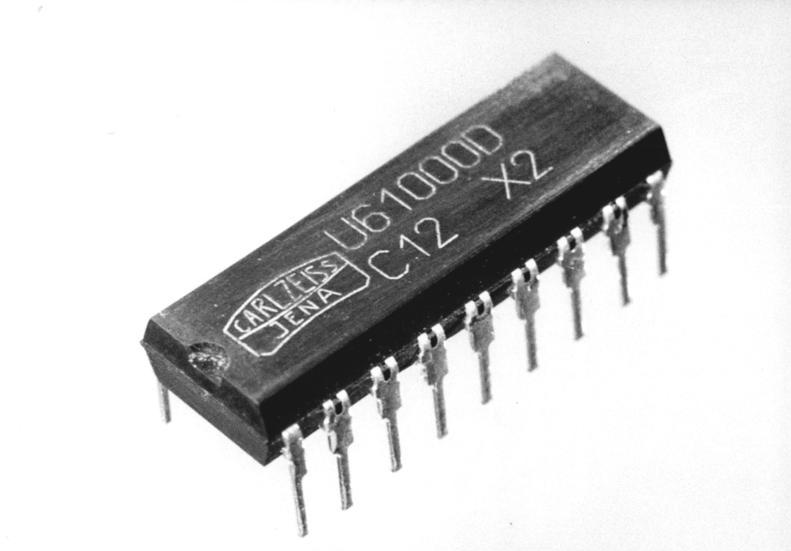
Il 1-Megabit-Chip U61000D

I seguenti sono una parte dei campi di applicazione dell'ottica e della tecnologia di precisione dove la Zeiss ha portato un importante contributo:

### Binocoli
Grazie agli studi sul prisma di Porro, nel 1893 Abbe brevettò un binocolo a doppio prisma, che accentuava la percezione della profondità. La produzione in massa di binocoli Zeiss iniziò nel 1894, già agli inizi del Novecento ne furono realizzati più di 30.000, agli inizi della prima guerra mondiale la quota era salita a 500.000 e, alla fine della seconda guerra mondiale, furono prodotti ben 2.260.000 binocoli per il mercato civile e militare.
Erano realizzati modelli a partire dal 4×11 mm al 12×40 mm, fino ad arrivare a veri giganti come l'80 mm e il 100 mm.
Grazie agli studi condotti sulla percezione della luce in situazioni di scarsa luminosità, venne dimostrato che il valore medio della dilatazione massima della pupilla in un adulto è di circa 7 mm. Per questo motivo fu introdotto nel 1910 il modello 7×50 mm, rimasto sul mercato fino al 1917 con poche modifiche sui materiali utilizzati.

### Telerilevamento
Lenti, obiettivi e macchine fotografiche Zeiss sono state utilizzate a partire dalla seconda guerra mondiale in poi, prima dal regime nazista e poi dai paesi del Blocco Sovietico. Montate su mongolfiere, dirigibili, aerei e razzi sono state fondamentali per la moderna Aerofotogrammetria

### Teodoliti e Tacheometri
Con lo sviluppo di lenti adatte la Carl Zeiss, grazie al dipartimento degli strumenti geodetici fondato da Heinrich Wild, sviluppò alcuni dei primi teodoliti e tacheometri. L'immagine risultava invertita, ma la superiorità delle lenti e della correzione cromatica ne fecero lo strumento preferito dai topografi. Durante la seconda guerra mondiale furono utilizzati per l'operazione di celerimensura e fotogrammetria in Francia mirante a correggere le coordinate geografiche dell'Inghilterra (all'epoca ogni paese aveva un proprio sistema di coordinate scollegato dagli altri) e permetterne il bombardamento con le V2.

### Tecniche di produzione dei semiconduttori
I sistemi Carl Zeiss SMT a radiazione ultravioletta sono usati per la litografia su 'chip' dei circuiti integrati elettronici prodotti dalla ditta ASML e alle sue succursali, in partnership Zeiss è il fornitore leader dei sistemi di litografia utilizzati per la produzione dei più recenti integrati a semiconduttore.

### Astronomia

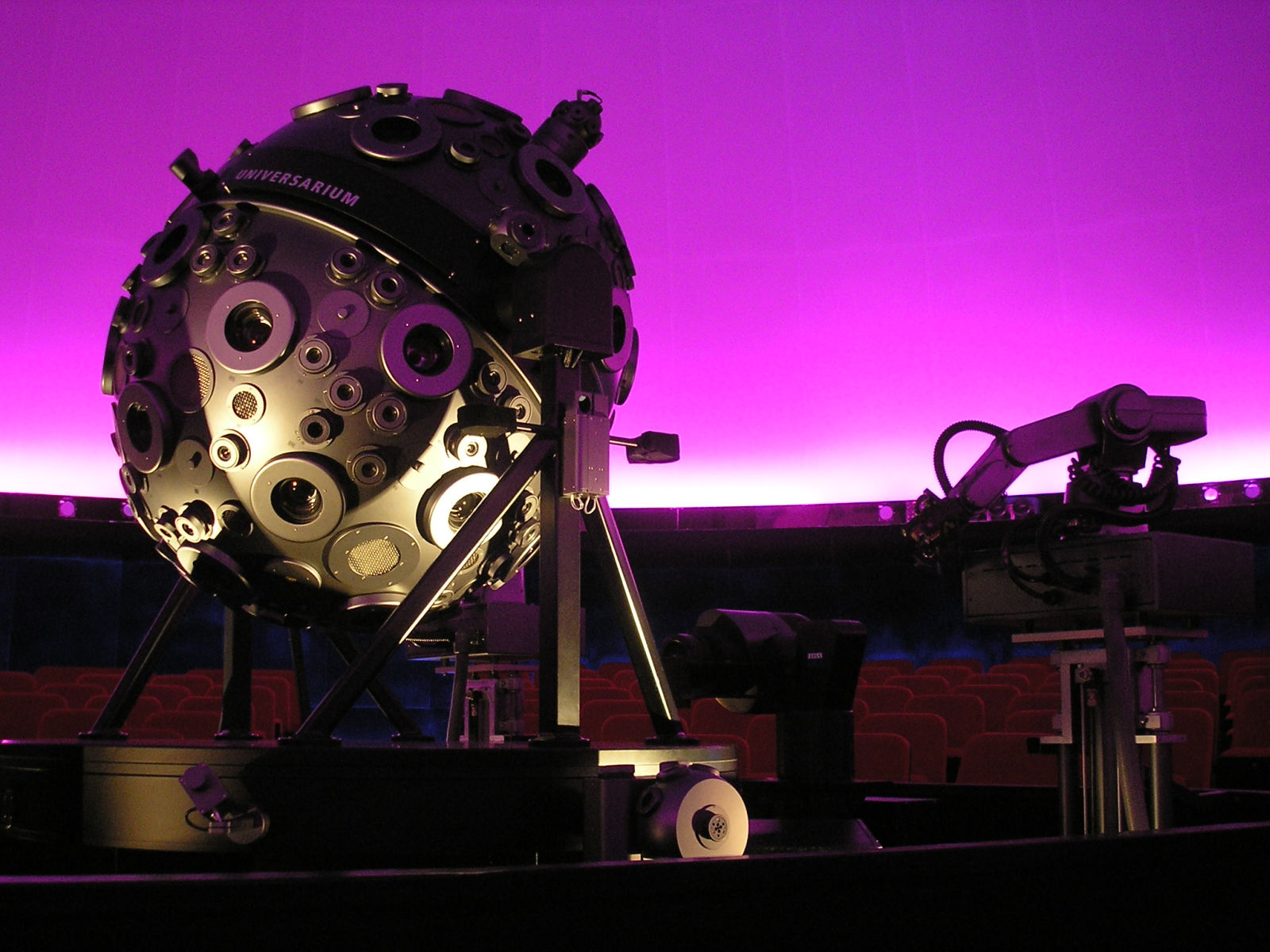
Un planetario Zeiss

Il prestigio del marchio Zeiss si estende anche al campo dell'astronomia. Albert Koenig, entrato in azienda nel 1894, realizza un obiettivo per telescopi costruito con tre elementi acromatici, il B-Objektiv, disponibile con un'apertura compresa tra 60 mm e 200 mm.
Anche se l'astronomia non era inizialmente una campo di profitto per la Fondazione, gli impegni sociali di divulgazione scientifica permisero di continuare lo sviluppo e la produzione di attrezzature astronomiche. Il 21 ottobre 1923 fu installato nel nuovo Museo tedesco a Monaco il primo planetario al mondo, che mediante la proiezione di punti luminosi, rappresentava stelle e pianeti su un soffitto semisferico. Era possibile simulare le stagioni e altri eventi storici. Nel 1930 fu aperto il primo planetario nel Nord America, l'Adler a Chicago. Grazie a queste rappresentazioni la passione per l'astronomia catturò molti dei visitatori dei planetari.

### Obiettivi fotografici
Le ricerche di Schott sui vetri ottici vengono utilizzate anche per la produzione di obiettivi per la neonata attività fotografica. Il Dr. Paul Rudolph realizza nel 1890 lo Zeiss Anastigmat (poi Protar), inizialmente di luminosità f/6.3, poi f/4.5. Di tipo asimmetrico, era composto di quattro lenti in due gruppi.

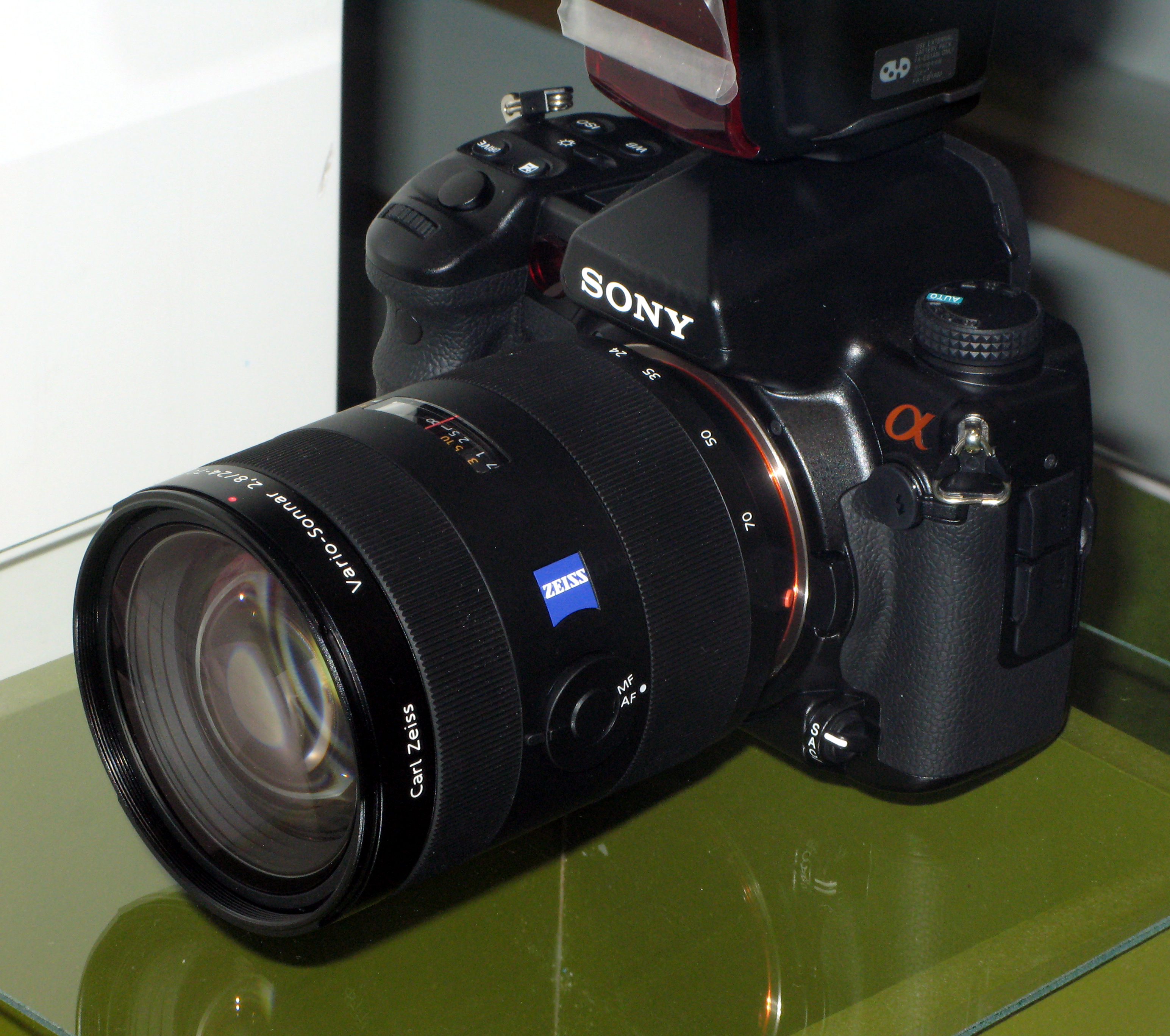
Obiettivo Carl Zeiss 24-70 su reflex Sony Alpha

Sei anni dopo (1896), le ricerche di Rudolph portano alla realizzazione di un famoso schema ottico, il Planar. Dotato di sei lenti in quattro gruppi, non presentava un contrasto elevato, ma era praticamente esente da aberrazioni e godeva di una perfetta planarità di campo; la luminosità si attestava su f/3.6. Il successivo obiettivo, l'Unar (1899), era composto da quattro lenti separate e presentava una luminosità di f/4.5.
Il nuovo secolo porta alla luce un nuovo schema ottico, dotato di una nitidezza tale da meritare l'appellativo di Adlerauge (Occhio d'aquila). Si tratta del Tessar, dal greco tessara, "quattro", perché costituito da quattro lenti in tre gruppi. Inizialmente di luminosità f/6.3, era il prodotto delle esperienze con i precedenti obiettivi e fu rapidamente adottato dalla nascente industria fotografica per equipaggiare le fotocamere di aziende come la Rollei, la Robot e la Ihagee.
Fra il 1907 e il 1923 nuovi studi sul Tessar portarono alla produzione di un Tessar apocromatico e del TeleTessar, un teleobiettivo basato sullo schema ottico del Tessar, scomponendo la parte frontale dei gruppi ottici. Seguì il Biotar, ottica ad uso militare di estrema luminosità (f/1.0 e f/0.85).
Per equipaggiare il neonato sistema Contax, fu realizzato il Sonnar, un sistema ottico sviluppato da Ludwig Bertele, che permise l'adozione di ottiche luminose per il settore della fotografia sportiva e naturalistica. Venne prodotto in diverse focali, dal normale al teleobiettivo, famoso fu il 180 mm f/2.8, l'Olympia Sonnar, presentato ed utilizzato la prima volta alle Olimpiadi invernali di Garmisch - Partenkirchen (cfr. "Contaxphotographie", Dresda, Zeiss Ikon, s.d. (1937), pag. 38).
Carl Zeiss equipaggia le ottiche dei cellulari Nokia. Come: Nokia N8, Nokia Lumia 1020, Nokia 8 Sirocco e Nokia 9 PureView.

#### Il trattamento antiriflessi
Il 1º novembre 1935 la Zeiss, nella figura di Alexander Smakula, brevettò un procedimento per il trattamento dei vetri ottici dallo straordinario risultato in termini di trasmissione della luce. Rimasto segreto militare fino al 1939 fu adottato sui binocoli per ridurre le immagini fantasma e le riflessioni interne. Il primo obiettivo ad adottare il trattamento antiriflesso denominato T (Transparenz), fu il Sonnar f/1.5. L'evoluzione successiva, grazie alla collaborazione con la Pentax, produsse dal 1972 il migliorato T*, poi esteso a gran parte della produzione Zeiss, su cui venne impresso il simbolo T* in rosso. Sugli obiettivi Pentax venne indicato come SMC Super Multi Coated.

### Zeiss Ikon: le fotocamere Zeiss

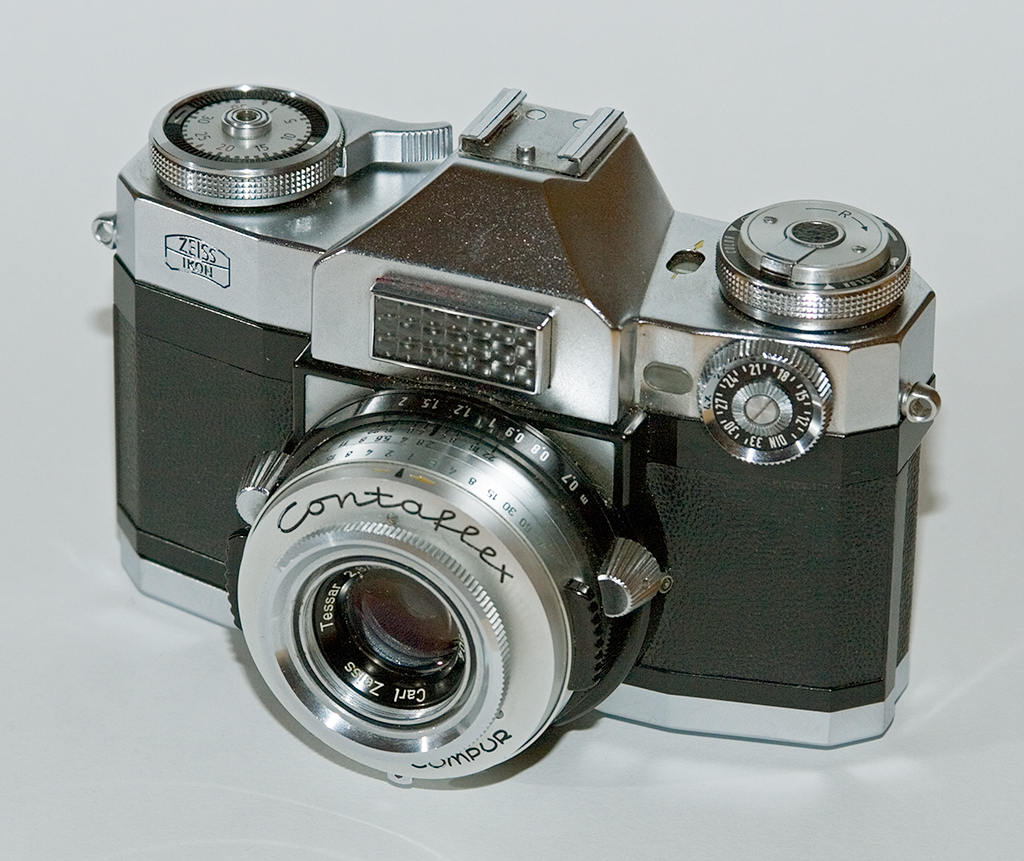
Zeiss-Ikon Contaflex

Nel primo dopoguerra la situazione economica di molte delle industrie tedesche era disastrosa. Ne approfittò la Zeiss, che grazie alla sua consolidata presenza nel mercato e ad un robusto capitale in materiali e conoscenze, poté intraprendere la strada delle acquisizioni.
La Zeiss Ikon venne fondata nel 1926 a Dresda, dalla fusione di quattro dei maggiori produttori di strumenti ottici tedeschi: la Contessa-Nettel di Stoccarda, la Ernemann di Dresda, la Optische Anstalt C. P. Goerz di Berlino, e la Ica di Dresda. Il nome Ikon è la combinazione di Ica e Contessa-Nettel, somiglia molto anche alla parola greca eikon, immagine. La produzione fu subito intensa e numerosa di modelli e formati. Il catalogo Zeiss Ikon conteneva una cinquantina di modelli con diversi formati pellicola e fotocamere con telemetro.

#### 35mm
Nel 1932 il lancio della fotocamera a telemetro Contax (brevetto di Heinz Kueppenbender) segna l'ingresso della Zeiss Ikon nel mondo della fotografia formato 35 mm, mercato in rapida ascesa introdotto nel 1925 dalla Ernst Leitz, con la fotocamera Leica.
Nella separazione della Zeiss in due entità, la Zeiss di Stoccarda nella Germania Ovest e la Zeiss di Jena nella Germania Est, il marchio Zeiss Ikon fu assegnato alla sede di Stoccarda che riprese la produzione nei nuovi stabilimenti. La produzione riprese con la Ikonta 35 ed è la prima fotocamera prodotta nel dopoguerra su progetto di Hubert Nerwin. Una macchina a soffietto semplice ma robusta che metteva d'accordo qualità ed economicità produttiva.
Era di forma trapezoidale esteticamente sobria ma elegante con un piccolo mirino (a dire il vero un po' scomodo) e le manopole di avvolgimento e riavvolgimento posta sulla base della fotocamera. Si ispirava un po' alle “folding” 35 mm prebelliche (Supernettel ecc.) con un'estetica meno “gotica” e più funzionale. Nonostante la mancanza di progetti e strutture del vecchio sistema Contax, la Zeiss di Stoccarda riuscì a realizzare e presentare al Photokina del 1950 la nuova Contax IIa, con la possibilità di montare gli obiettivi prodotti prima della separazione e gli attuali della Zeiss di Jena. Al Photokina del 1958 fu presentata la Contarex, una fotocamera SLR per uso professionale con otturatore a tendina, che venne equipaggiata con il meglio degli obiettivi Zeiss, tra cui un Tessar 50 mm f/2.8, un Planar 55 mm f/1.4, un Planar 50 mm f/2, un Sonnar 85 mm f/2, un Triotar 85 mm f/4 ed un Sonnar 135 mm f/4, a cui seguirono negli anni sessanta un Olympia Sonnar 135 mm f/2.8, un Olympia Sonnar 180 mm f/2.8 e un Tele-Tessar 400 mm f/5.6, oltre a due superteleobiettivi catadiottrici (composti da specchi e lenti), il Mirotar 500 mm f/4.5 e il Mirotar 1000 mm f/5.6. I grandangolari includevano un Biogon 21 mm f/4.5 (utilizzabile soltanto con lo specchietto reflex nel corpo macchina sollevato, mentre l'inquadratura veniva effettuata attraverso un mirino esterno montato sulla slitta porta-accessori, e la messa a fuoco a stima) e vari Distagon nelle versioni 18mm f/4, 25 mm f/2.8, 35 mm f/2 e 35 mm f/4. Virtù rarissima per un sistema fotografico di quel tempo, c'erano anche 2 costosissimi zoom: un Vario-Sonnar 40–120 mm f/2.8 e un Vario-Sonnar 85–250 mm f/4.
La Zeiss rimasta nella Germania Orientale presentò nel 1949 alla Fiera di Lipsia una macchina fotografica reflex con innesto a filettatura metrica ISO M42. La macchina era la Contax S, s come spiegel (specchio in tedesco) ed entrò in produzione l'anno successivo. Fu prodotta in circa 150.000 esemplari e in vari modelli. Nel conflitto di attribuzione del nome, la Zeiss del Est fu obbligata a vendere sui mercati occidentali le Contax S con il nome Pentacon. Nel 1962 circa, cessò la produzione della macchina.

## Galleria d'immagini

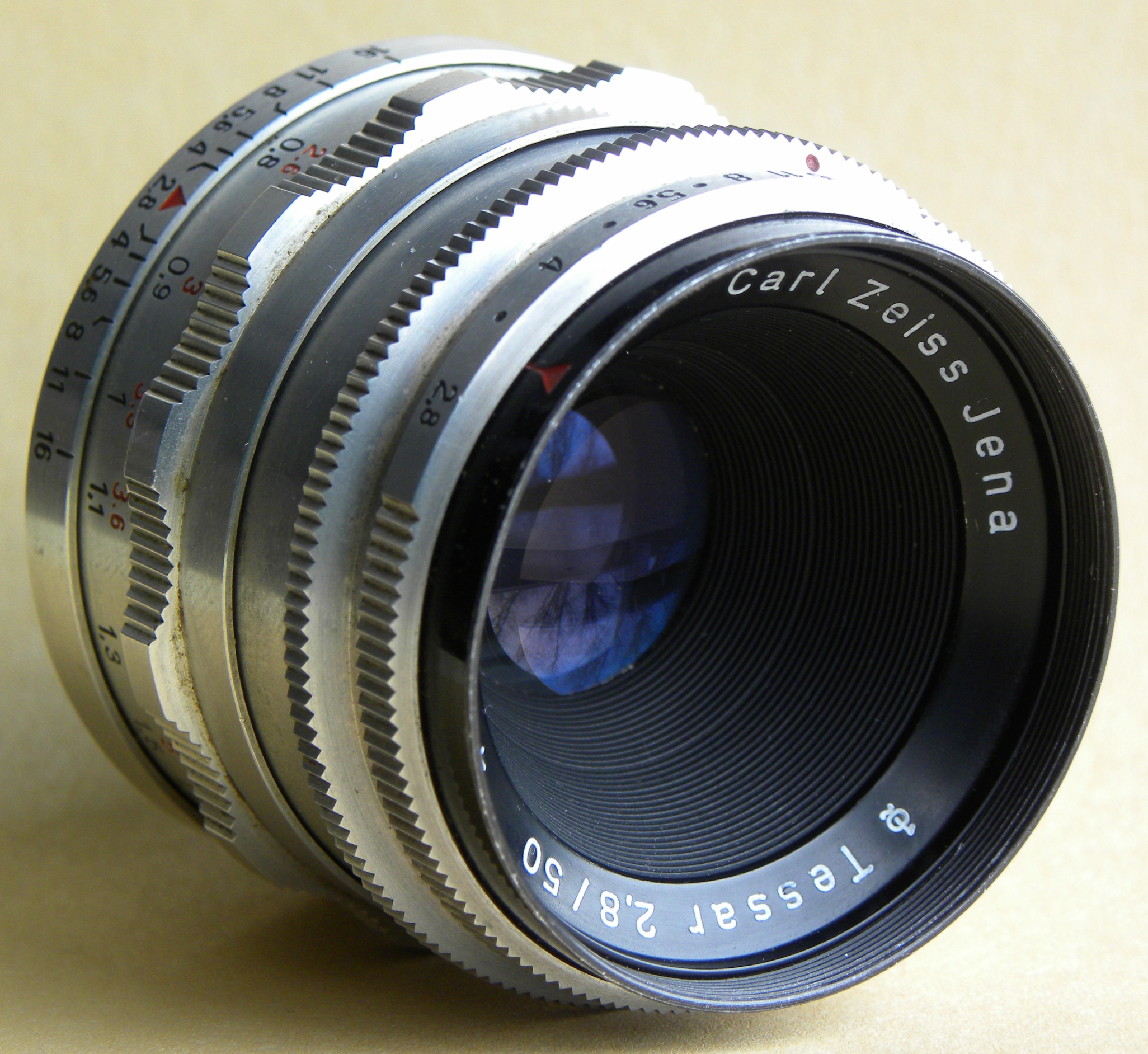
Obiettivo Carl Zeiss Tessar
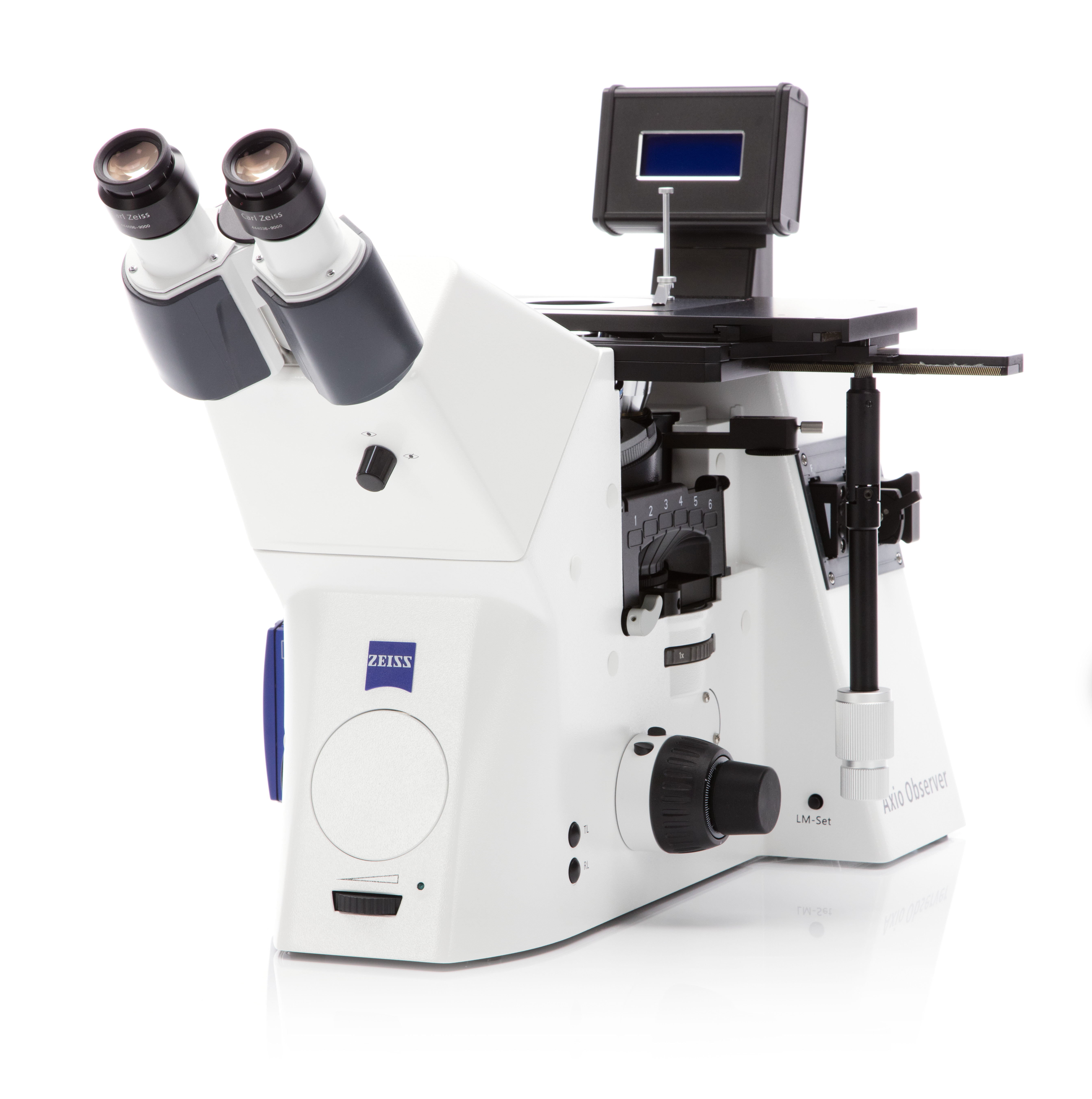
Microscopio
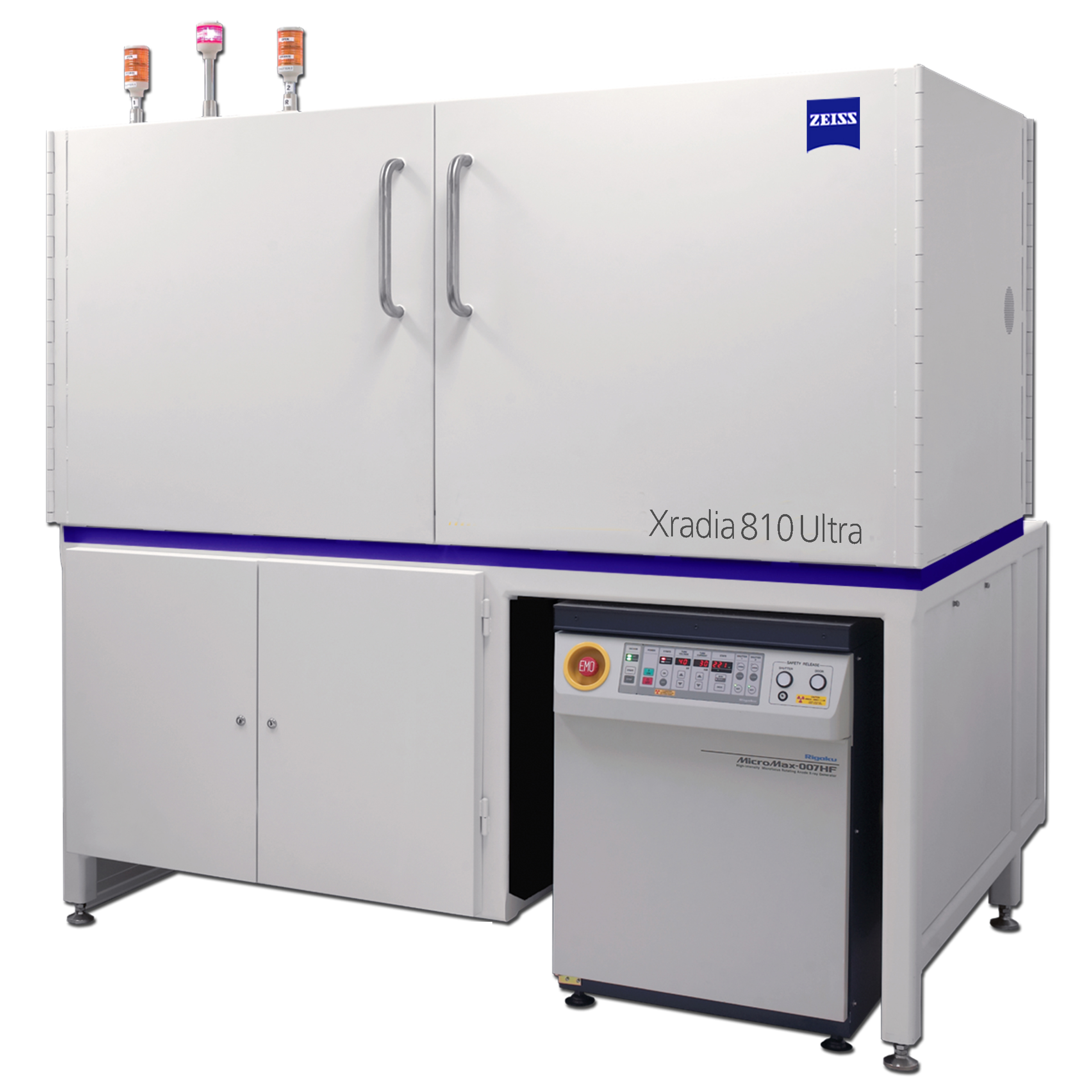
Microscopio 3D
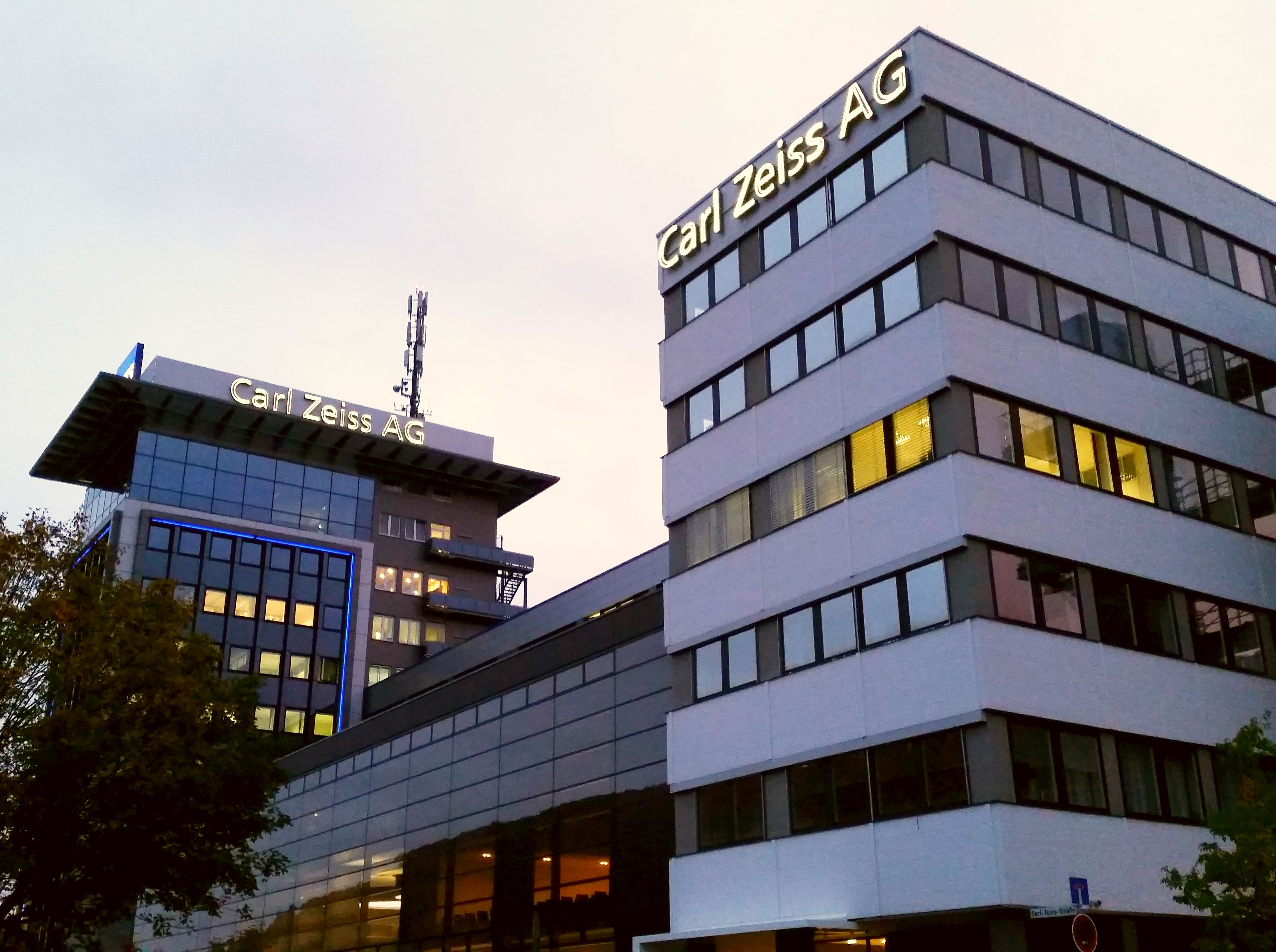
Sede dell'azienda
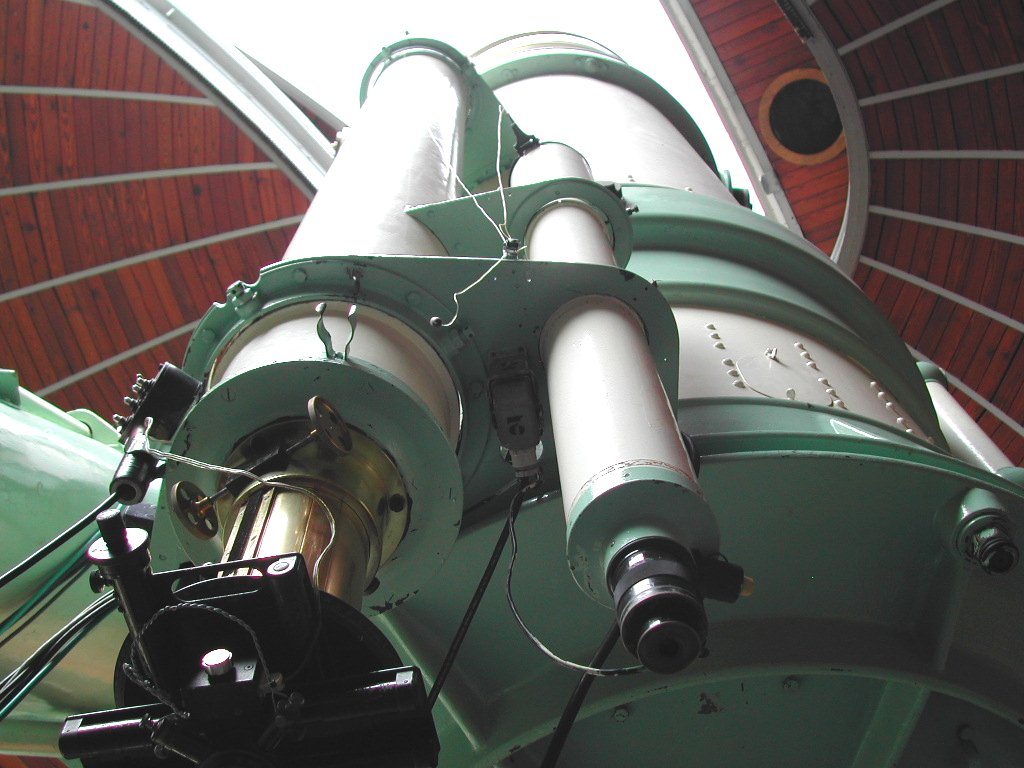
Telescopio Zeiss di Merate
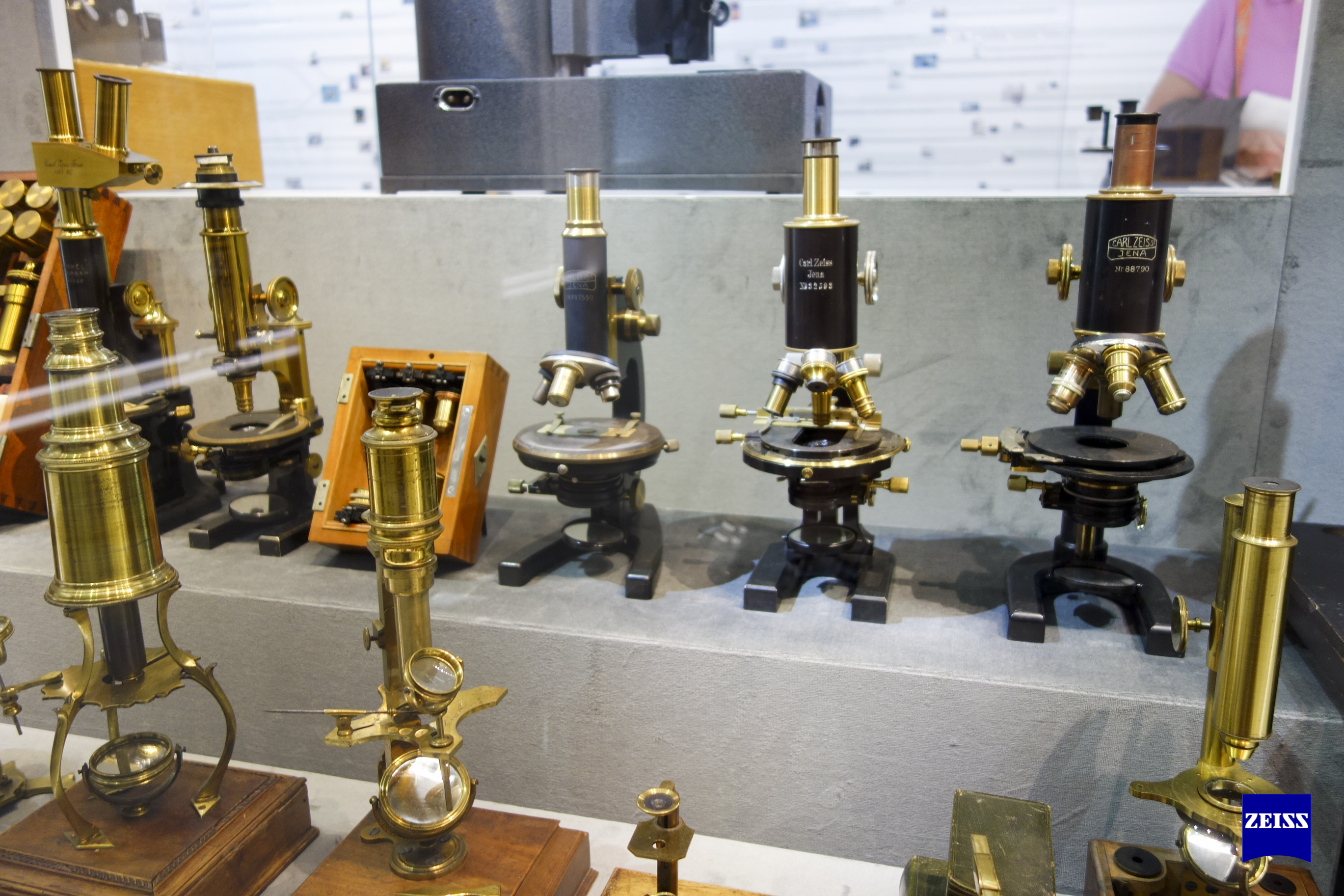
Strumentazione presso il museo dell'ottica nella sede dell'azienda
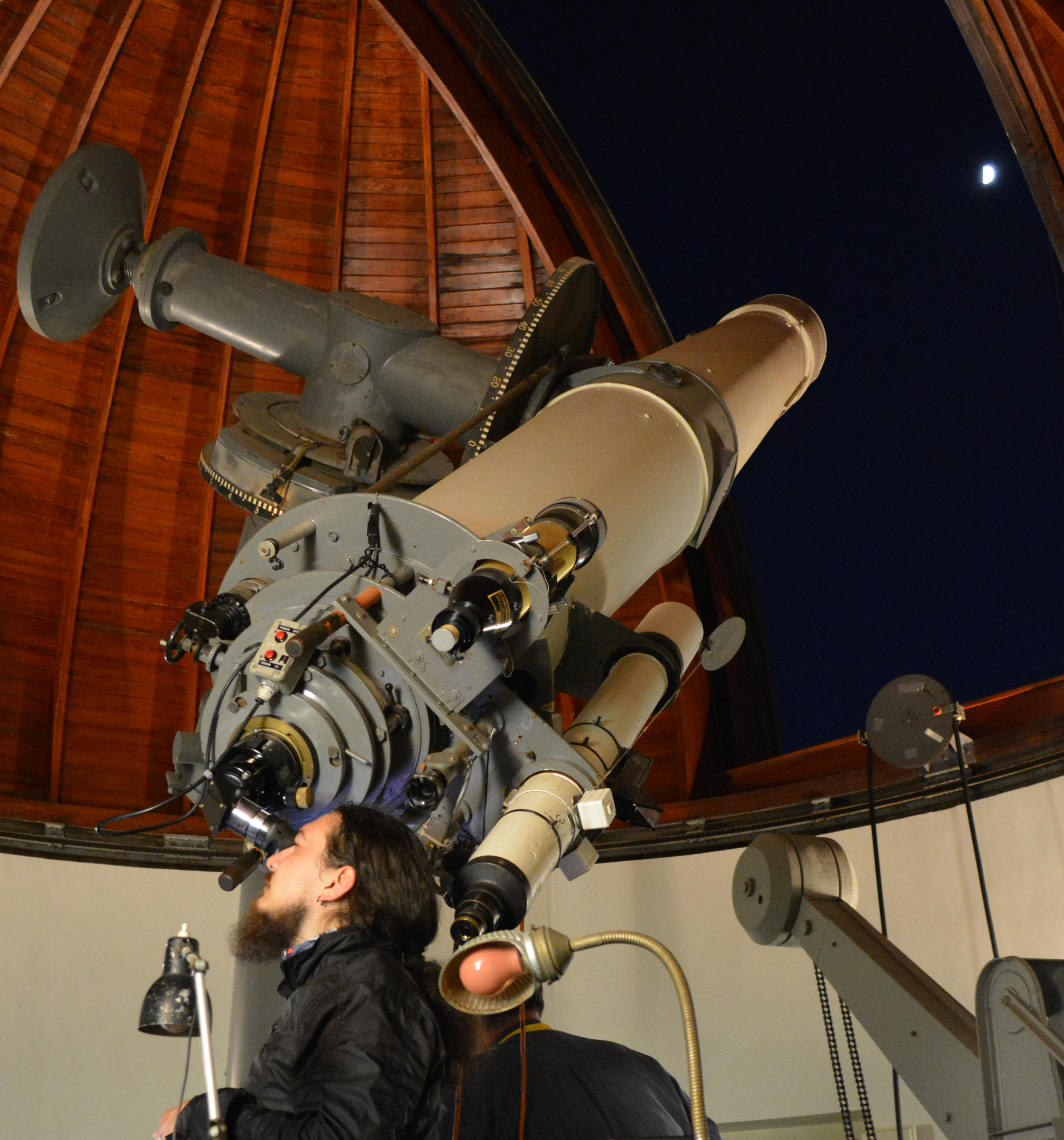
Telescopio Zeiss del Vaticano
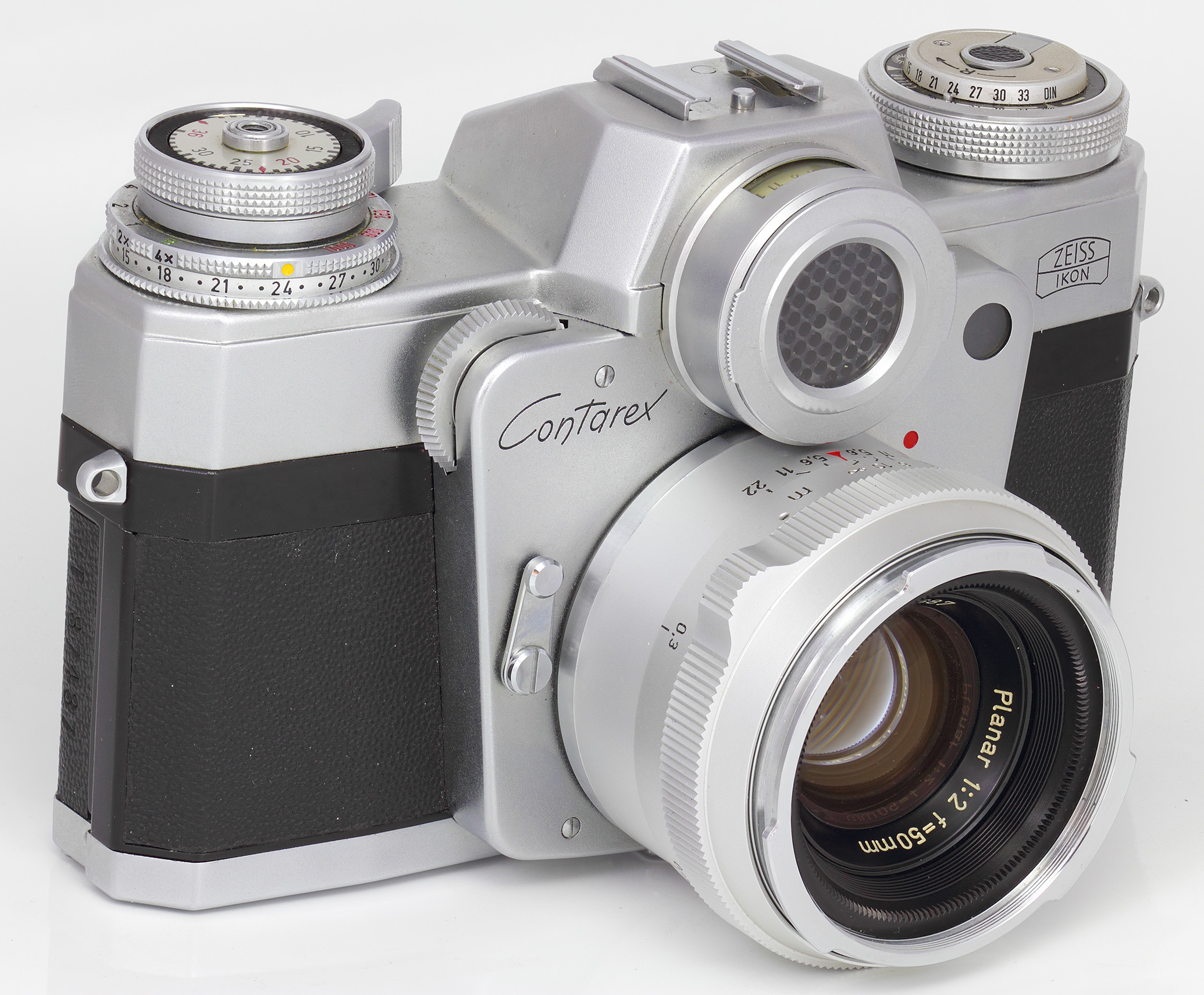
Zeiss Ikon Contarex 1
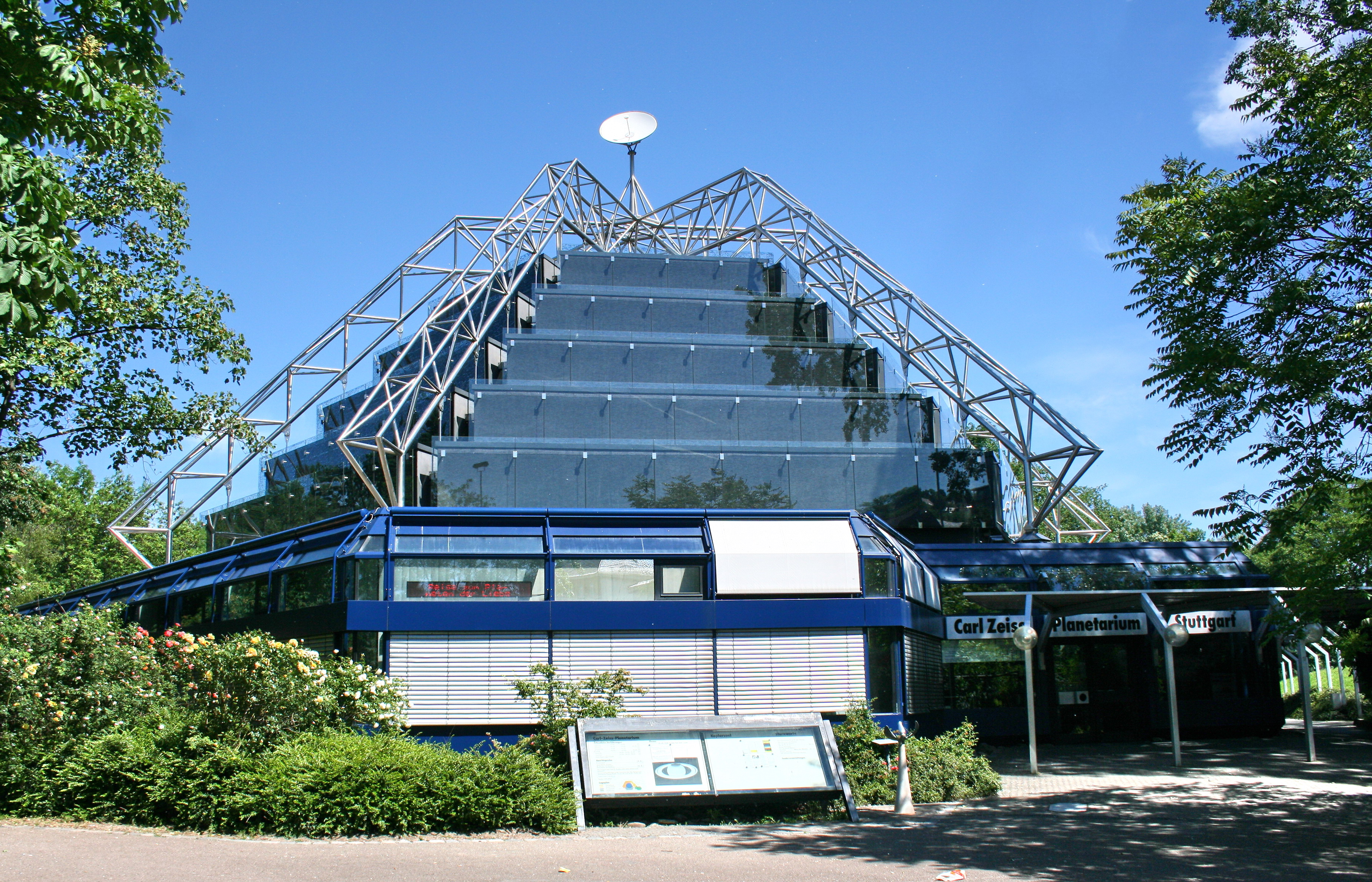
Planetario Carl Zeiss di Stoccarda
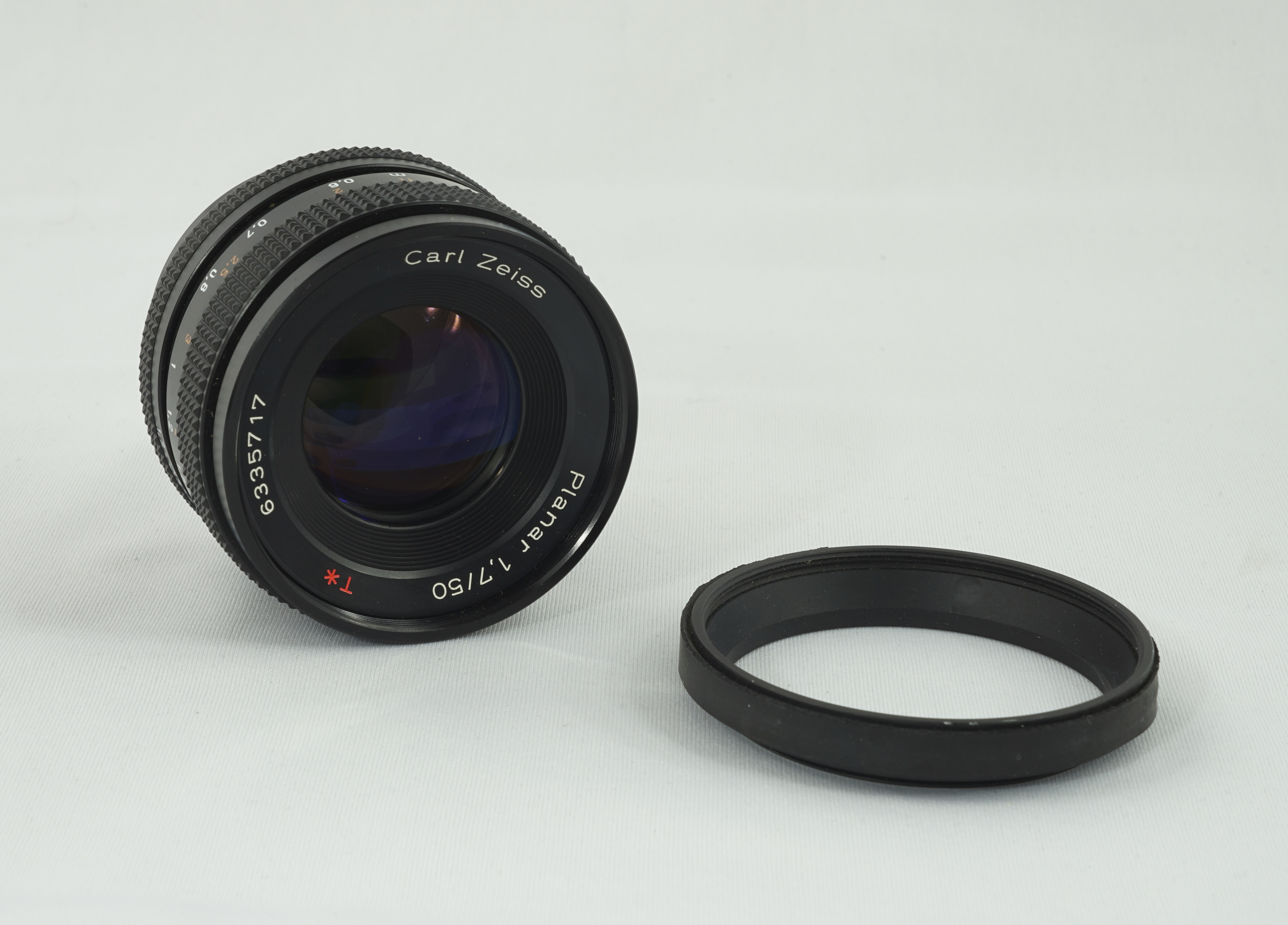
Carl Zeiss T Planar 50 mm f/1.7
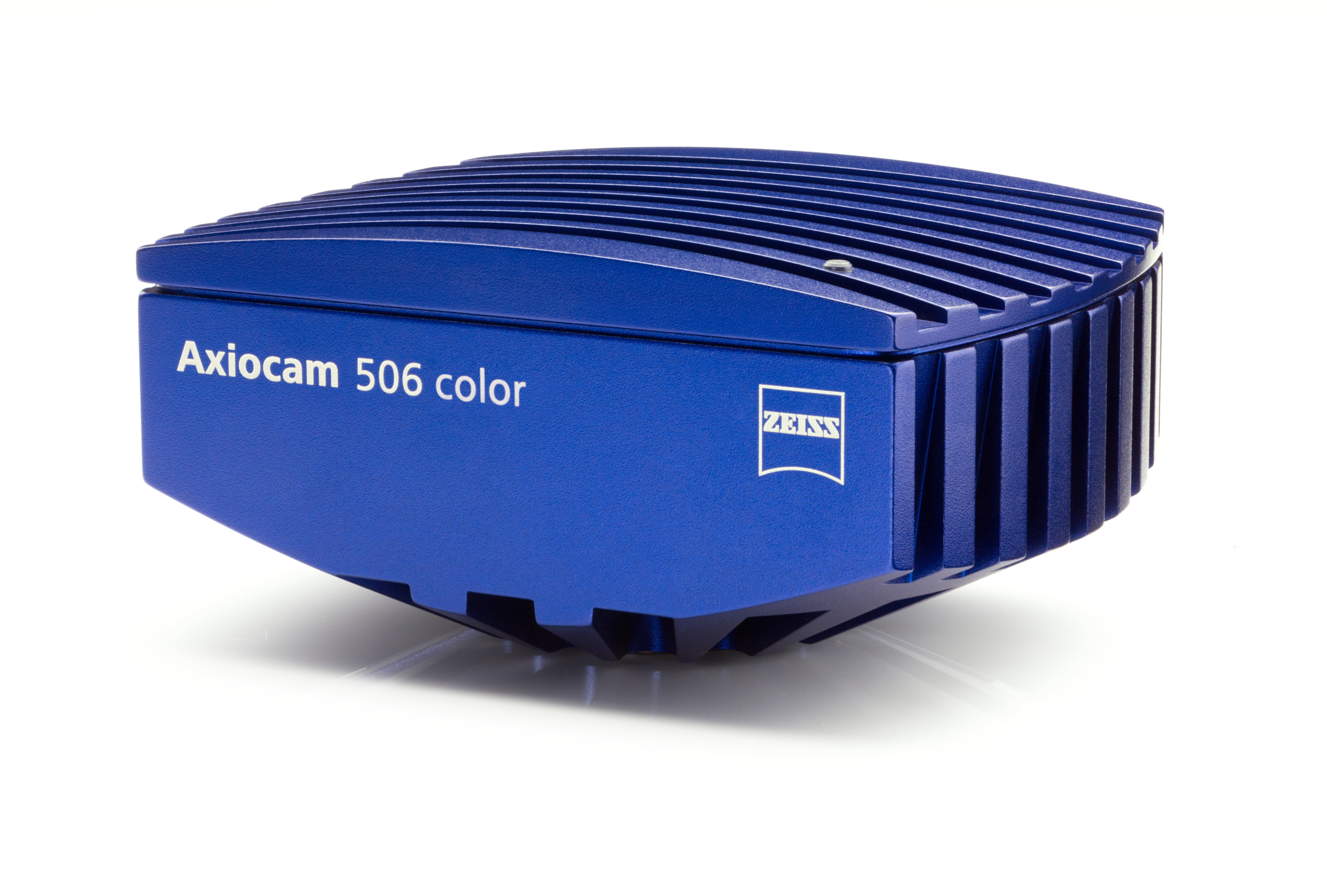
Axiocam
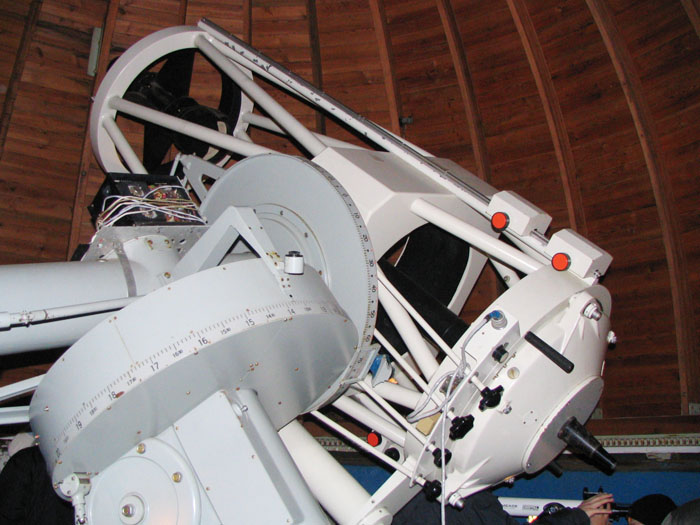
Telescopio Zeiss a Zvenigorod
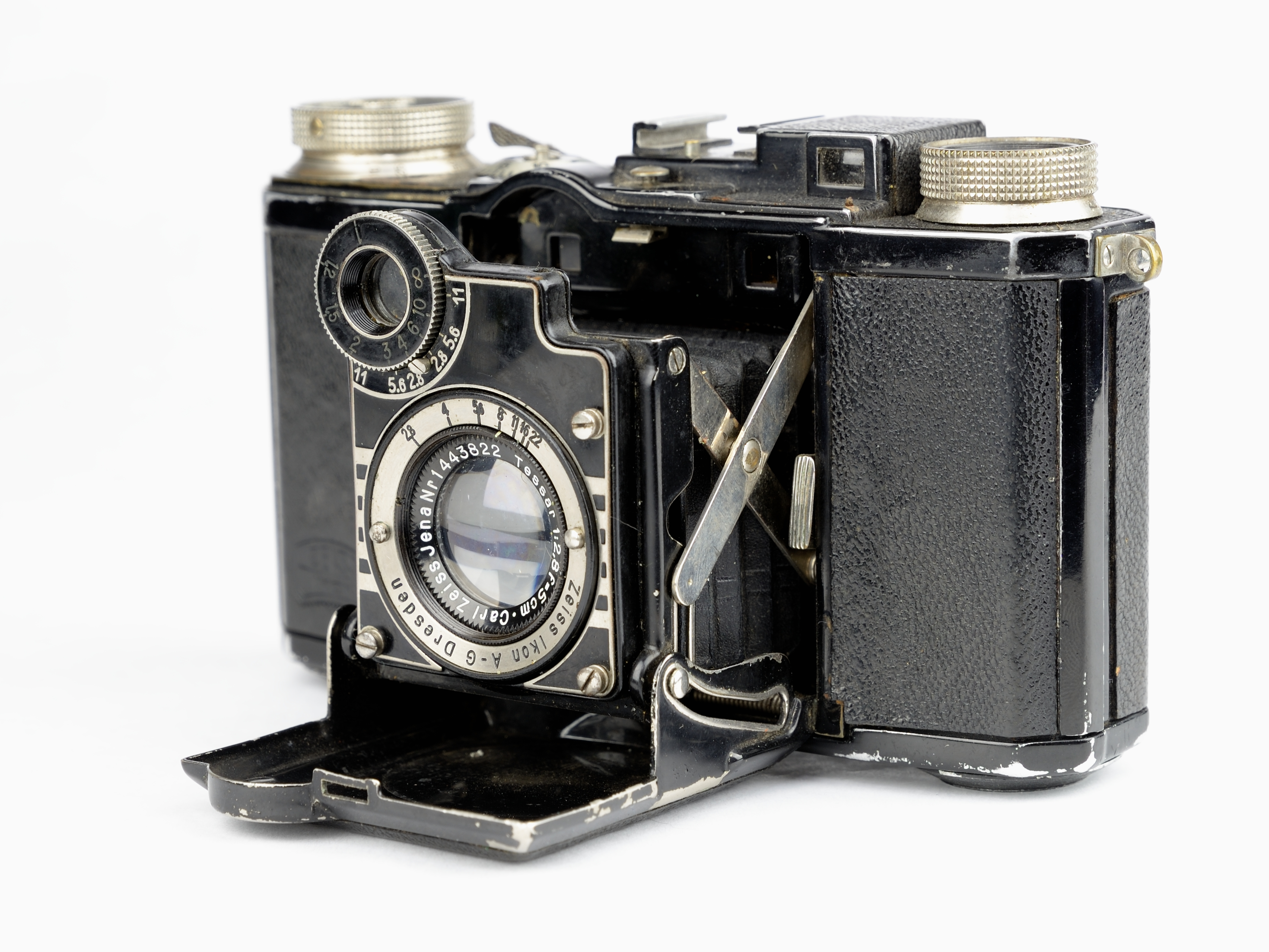
Zeiss Ikon Super Nettel
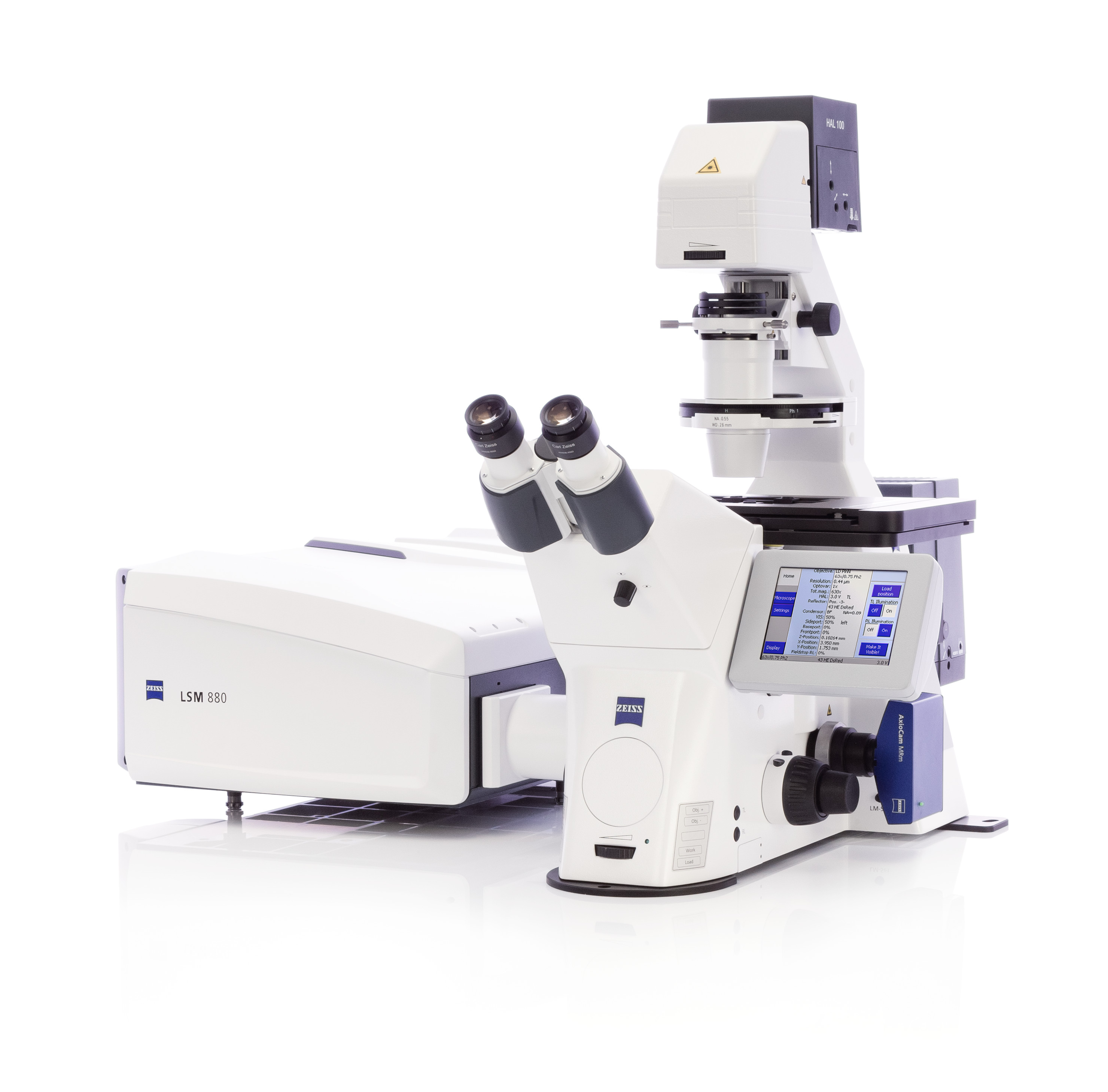
Microscopio Airyscan
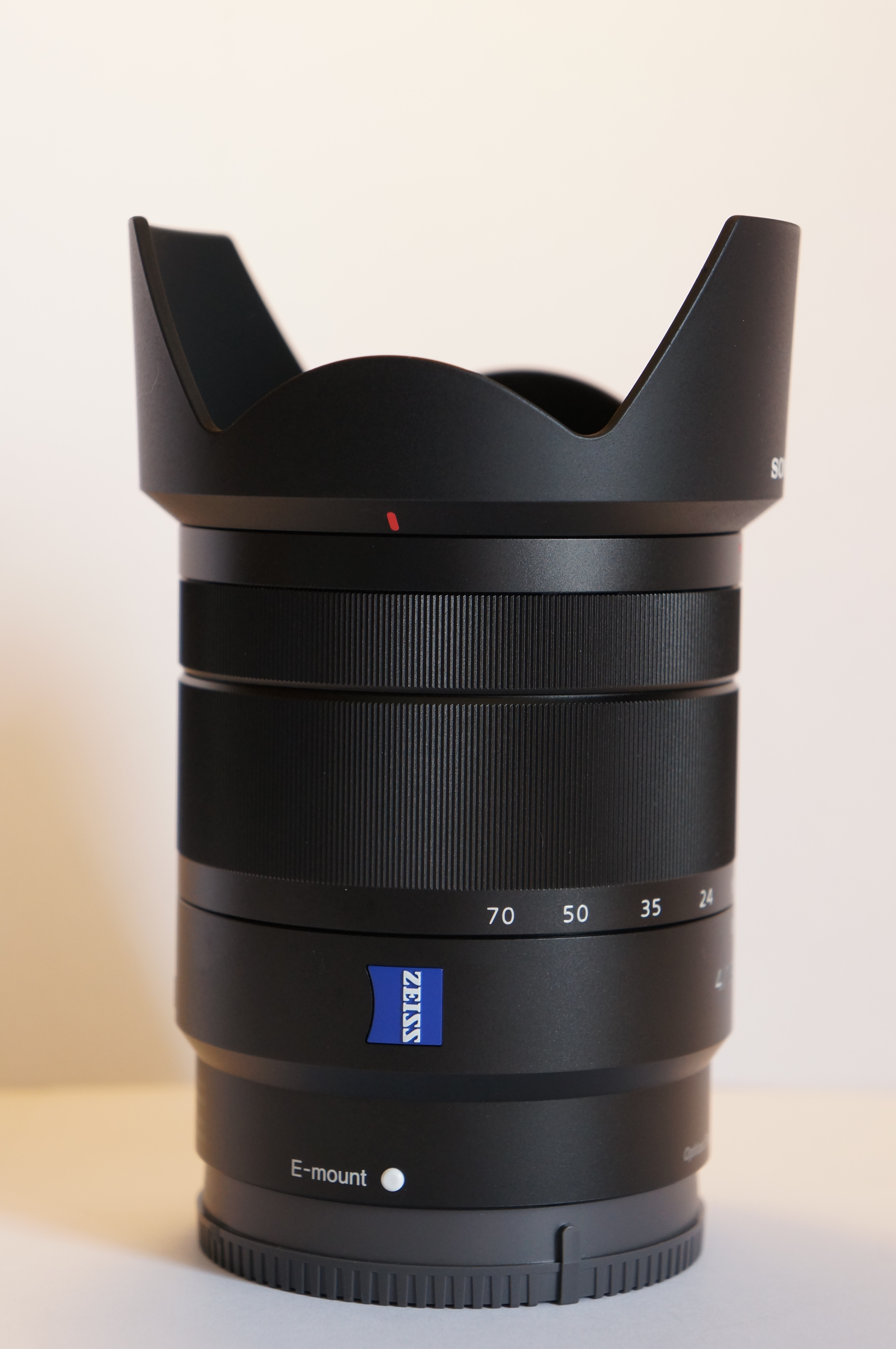
Obiettivo Carl Zeiss 16-70 per mirrorless Sony Alpha
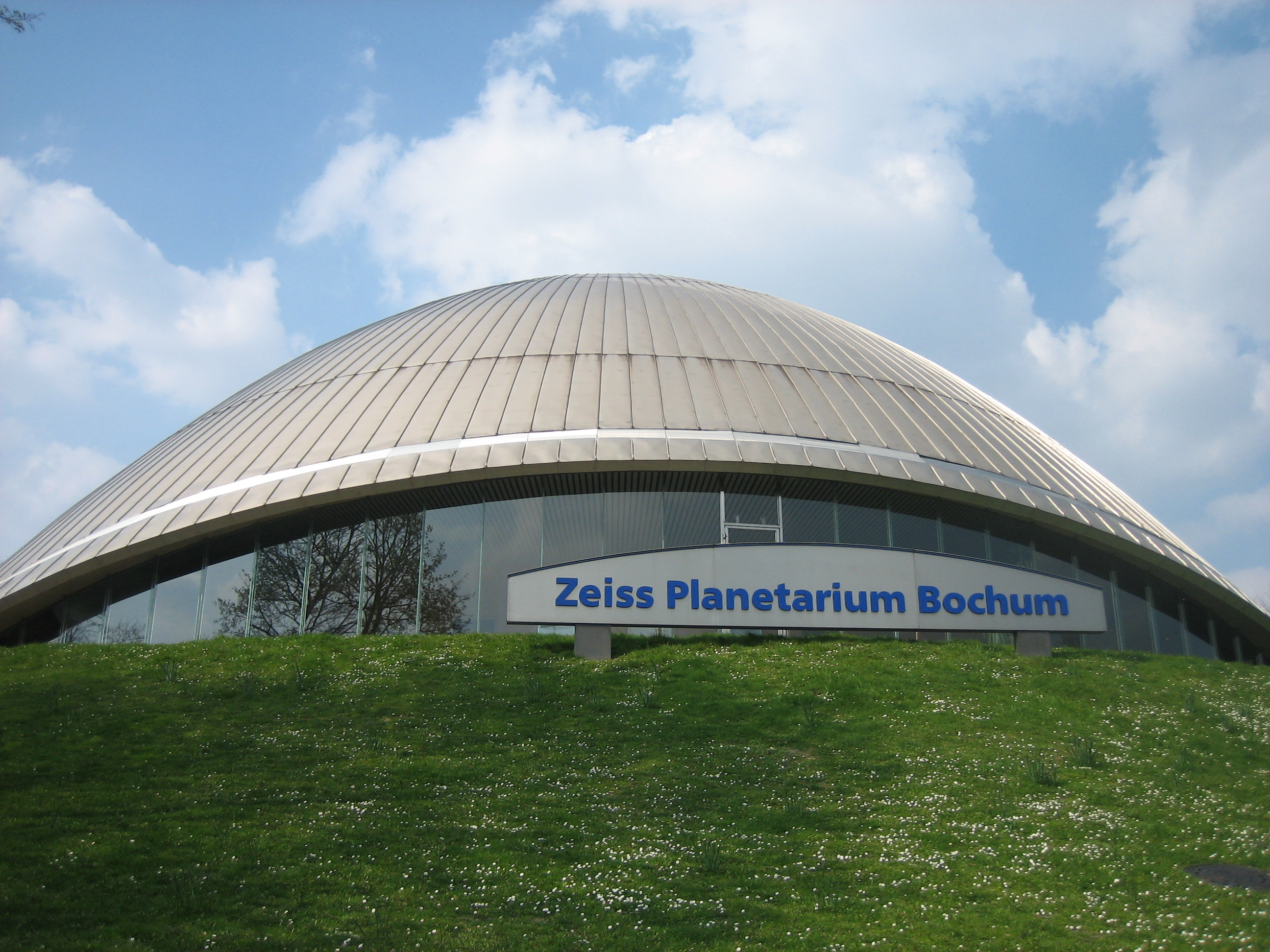
Planetario Zeiss a Bochum
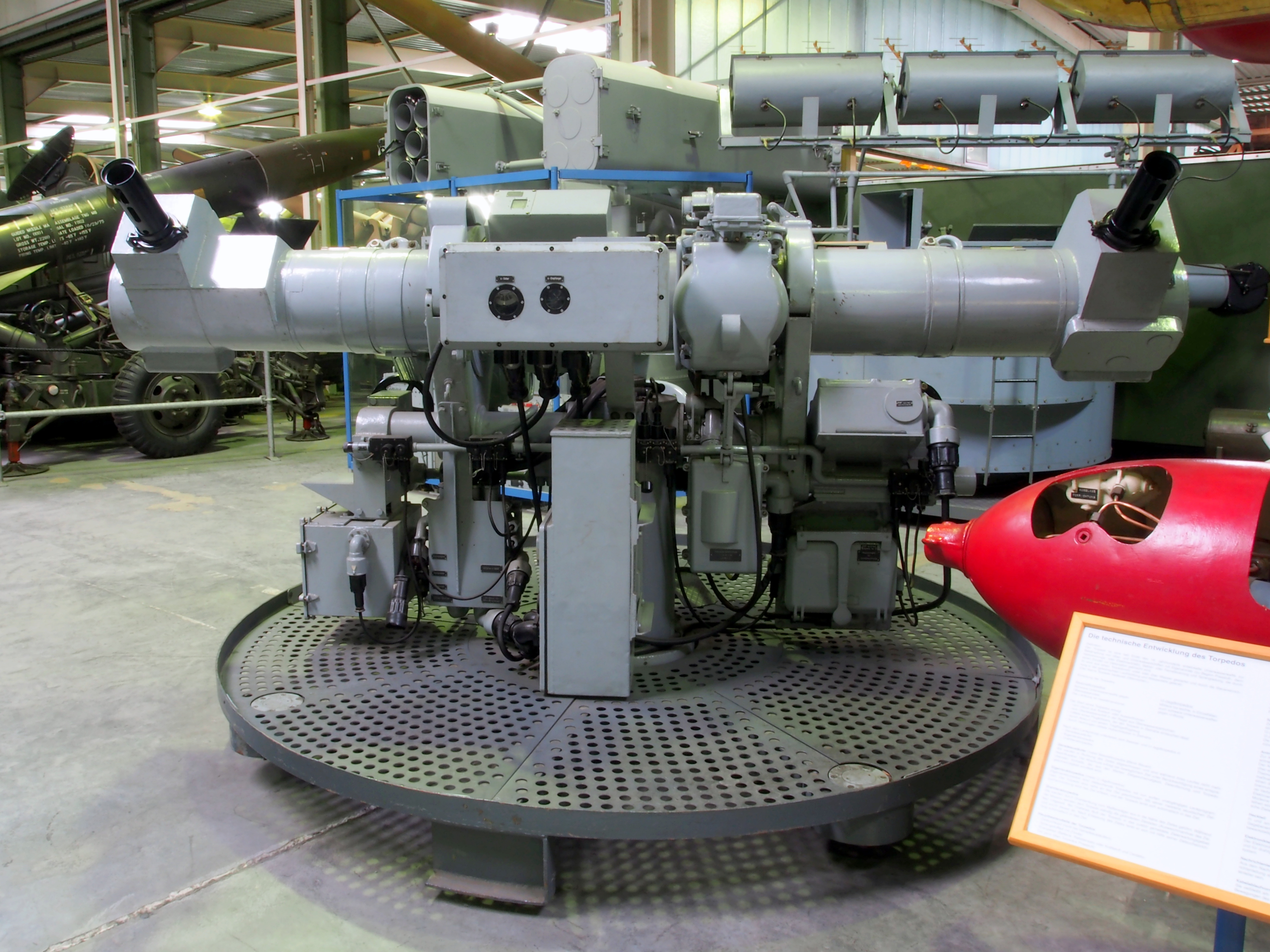
Telemetro per cannone antiaereo

## Nei media

### Film
- Made in Germany – Ein Leben für Zeiss (1956)
- Die gläserne Fackel (1989)

## Fußballclub Carl Zeiss Jena
Dal 1903 esiste una società sportiva calcistica della città di Jena, il Fußballclub Carl Zeiss Jena.